# Szankhára
A szankhára (páli; dévanágari: सङ्खार) vagy szamszkára (szanszkrit; Dévanágari: संस्कार) a buddhizmusban azt jelenti, hogy 'az, ami összerakódott' vagy 'az, ami összerak'. Az első, passzív jelentés a feltételektől függő jelenségekre értendő, azok közül is elsősorban a mentális "csoportosulásokra". Ezeket úgy nevezik, 'szándékos késztetések' - mivel szándék révén jönnek létre és jövőbeli szándékos cselekedetek okai is egyben. Az aktív jelentés a tudatra vagy elmére vonatkozik, amely késztetéseket rak össze.
Jelentése a szövegkörnyezettől függően többféle lehet - magyar fordításai: összetett dolgok, összetevők, összetételek, késztetések, akarat, szándék stb.

## Függésben keletkező dolgok
A szankhára utalhat a világegyetemben megtalálható összes összetett formára a fától, a felhőn át az emberekig, sőt a gondolatoktól a molekulákig. Ez mind szankhára. Buddha azt tanította, hogy a dolgok állandótlanok (anaccsa), folyamatosan megjelennek és eltűnnek, ki vannak téve a változásnak, és a valóság ezen aspektusának a megértése a bölcsesség. Gyakran használják ilyen értelemben a kifejezést, amely a dolgok (elsősorban a tudattalan elme szokásmintái) függőségben való keletkezésére utal, amely az emberi lények számára egyedülálló karaktert teremt minden egyes pillanatban.
A Maháparinibbána-szuttában Buddha utolsó szavai szerint minden függőségben lévő dolog ki van téve a szétbomlásnak..." (páli: "handa'dāni bhikkhave āmantayāmi vo, vayadhammā saṅkhārā appamādena sampādethā ti.")

## Szankhára-khandha: az életek felépítője
| Tévelygés       |
| ↓               |
| Késztetések     |
| ↓               |
| Tudatosság      |
| ↓               |
| Név és forma    |
| ↓               |
| Hat érzékszerv  |
| ↓               |
| Kapcsolódás     |
| ↓               |
| Érzés           |
| ↓               |
| Sóvárgás        |
| ↓               |
| Ragaszkodás     |
| ↓               |
| Létesülés       |
| ↓               |
| Születés        |
| ↓               |
| Öregkor / halál |
|                 |

A szankhára második értelmezésében a tudat formateremtő képességét jelenti, amelyet úgy írnak le, hogy "akaratlagos" vagy "szándékos." A buddhista kánonban Buddha a következőképpen fogalmaz:
'És miért nevezik 'összetételeknek'? Mivel összetett dolgokat gyártanak, ezért nevezik összetételeknek. Milyen összetételeket gyártanak? A forma végett gyártanak formát, mint összetételt. Az érzés végett gyártanak érzést, mint összetételt. Az észlelés végett gyártanak észlelést, mint összetételt. Az gyártás érdekében... A tudat érdekében gyártanak tudatot, mint összetételt. Mivel összetett dolgokat gyártanak, ezért nevezik összetételeknek.'
A függő keletkezés (paticcsaszamuppáda) tanításában a szankhára az érző lények folyamatos keletkezésének hajtómotorja (bhava) - mentális, fizikális vagy verbális cselekedeteken (kamma) keresztül. A Buddha szerint minden szándékos késztetés a valóság (szaccsa) nemtudásától (avidja) függ. Ez a nemtudás okozza az emberek szenvedését  (dukkha).  Ezen késztetések megszüntetése (szabba-szankhára-nirodha) a megvilágosodásnak (bódhi) felel meg.
Mivel a nemtudás kondicionálja az akaratlagos késztetéseket, ezek az összetételek kondicionálják a tudatot  (vidnyána).

## Mentális tényezők
A mentális tényezők (szanszkrit: csajtaszika; páli: csetaszika; tibeti Wylie: szemsz bjung) olyan összetételek (szanszkrit: szankhára), amelyek a tudattal (szanszkrit: csitta) lépnek fel. Ezek a tudat megnyilvánulásai, amelyek felfogják egy tárgy minőségét és amelyek képesek színt adni a tudatnak.

## Nibbana
Buddha kihangsúlyozta, hogy az összetételeket nem kiirtani kell, hanem finomítani.
Kalupahana szerint az összetételek kiirtása episztemológiai öngyilkosság, mivel azok meghatározzák a nézőpontunkat. Az egyén személyiségének fejlődése vagy visszafejlődése az összetételeken múlik.